# Scottish Open 2006
Die Scottish Open 2006 fanden vom 23. bis zum 26. November 2006 in Glasgow statt. Der Referee war Keith Hawthorne aus England. Das Preisgeld betrug £ 4.500. Es war die 88. Austragung dieser internationalen Meisterschaften von Schottland im Badminton.

## Austragungsort
- Kelvin Hall, Glasgow

## Finalergebnisse
| Disziplin    | Sieger                          | Finalist                          | Ergebnis          |
| ------------ | ------------------------------- | --------------------------------- | ----------------- |
| Herreneinzel | Ville Lång                      | Zhu Min                           | 21:16 14:21 21:17 |
| Dameneinzel  | Ella Karachkova                 | Petya Nedelcheva                  | 21:18 7:21 21:18  |
| Herrendoppel | Imanuel Hirschfeld Imam Sodikin | Aji Basuki Sindoro Ashley Brehaut | 21:12 21:18       |
| Damendoppel  | Marina Yakusheva Elena Shimko   | Nina Vislova Valeria Sorokina     | 22:20 21:13       |
| Mixed        | Vitaliy Durkin Valeria Sorokina | Alexandr Nikolaenko Nina Vislova  | 22:20 21:11       |